# Cholit
Cholit (hebr.: חולית) – kibuc położony w samorządzie regionu Eszkol, w Dystrykcie Południowym, w Izraelu.
Leży w zachodniej części pustyni Negew, w pobliżu Strefy Gazy i granicy z Egiptem.
Członek Ruchu Kibuców (Ha-Tenu’a ha-Kibbucit).

## Historia
Kibuc został założony w 1982. Zamieszkali tutaj osadnicy żydowscy, których przesiedlono z ewakuowanego osiedla Yamit na Półwyspie Synaj (konsekwencja podpisania traktatu pokojowego izraelsko-egipskiego).

## Gospodarka
Gospodarka kibucu opiera się na intensywnym rolnictwie.